# Шистеров, Пётр Васильевич
Пётр Васильевич Шистеров (15 октября 1917 — 21 июня 1944) — советский военнослужащий, участник Великой Отечественной войны, Герой Советского Союза, стрелок 940-го стрелкового полка, красноармеец.

## Биография
Родился 15 октября 1917 года в деревне Бобылица ныне Пыщугского района Костромской области. Окончил 7 классов. Работал в местном лесхозе.
В июле 1941 года был призван в Красную Армию и с того же месяца участвовал в боях с немецко-вражескими захватчиками. Особо отличился рядовой Шистеров летом 1944 года при освобождении Белоруссии. За несколько дней до начала наступления по всему фронту начали действовать сильные разведывательные отряды. В ряде мест они вклинились в оборону противников и закрепились, создав у врага ложное впечатление о направлении главного удара. Подразделения 940-го стрелкового полка, выдвинувшись вперёд вдоль железной дороги Витебск—Смоленск, привлекли к себе внимание врага, оттянув на себя значительные силы противника.
Рано утром 21 июня 1944 года после массированного огневого налёта, немцы атаковали траншеи передовой линии полка в районе деревни Шапуры. Случилось так, что автоматчик Шистеров оборонялся один на участке около 100 метров. Очередями из автомата и гранатами он отбил несколько контратак противника, подавая пример стойкости и мужества. Когда кончились боеприпасы, солдат с пустым автоматом бросился на врага. В рукопашной схватке он уничтожил 3 противников, пока его все-таки не схватили.
Отбиваясь из последних сил, Шистеров увидел спешащего к нему на помощь бойца Мещерякова. Видя нерешительность товарища, он крикнул: «Бросай гранаты. Бей их, гадов, не жалей меня». Три гранаты разорвались близ Шистерова и вцепившихся в него противников. Два немца были убиты, а сам Шистеров — тяжело ранен. Остальные противники, оглушенные разрывами, бежали. Истекая кровью, боец подобрал брошенный вражеский автомат и пытался преследовать фашистов, но был убит автоматной очередью.
Указом Президиума Верховного Совета СССР от 24 марта 1945 года за образцовое выполнение боевых заданий командования на фронте борьбы с немецко-вражеским захватчиками и проявленные при этом мужество и героизм красноармейцу Шистерову Пётру Васильевичу посмертно присвоено звание Героя Советского Союза.
Похоронен на месте боя в деревне Шапуры.
Награждён орденом Ленина. На родине, в селе Пыщуг, его именем названа улица, на доме, в котором он родился и жил, установлена мемориальная доска.

## Память
- Мемориальная доска в память о Шистерове установлена Российским военно-историческим обществом на здании Верхнеспасской средней школы Пыщугского района, где он учился.
- Аллея Памяти имени Героя Советского Союза Петра Шистерова в аг. Октябрьская Витебского района Витебской области Беларуси. Заложена 17 апреля 2019 года. На Аллее установлен Памятный знак (надпись: «Аллея памяти имени Героя Советского Союза Петра Васильевича Шистерова»).